# Ивичеста тупая
Ивичестата тупая (Tupaia dorsalis) е вид бозайник от семейство Tupaiidae.

## Разпространение и местообитание
Разпространен е в Бруней, Индонезия и Малайзия.